# Четвероред
„Четвероред” је хрватски филм из 1999. године. Режирао га је Јаков Седлар а сценарио је написао Иван Аралица, према властитом истоименом роману.

## Улоге
| Глумац               | Улога                    |
| -------------------- | ------------------------ |
| Иван Маревић         | Иван Телебар             |
| Ена Беговић          | Мирта Месог              |
| Горан Навојец        | Баја Месог               |
| Надежда Перишић Нола | Маргарита                |
| Звонимир Зоричић     | Златко Трлин             |
| Нада Абрус           | Малвина                  |
| Борис Бузанчић       | Сењак                    |
| Миа Оремовић         | Гост                     |
| Филип Шоваговић      | Поручник Хуњета          |
| Тамара Гарбајс       | Магдалена                |
| Зоран Чубрило        | Црнац на мотору          |
| Вера Зима            | Надстојница Часне Службе |
| Дејан Аћимовић       | Шабан                    |
| Хрвоје Клобучар      | Тупи домобран            |
| Чедо Мартинић        | Анте Москов              |
| Томислав Маретић     | Јозо Рукавина            |
| Матија Гаришић       | Први црнац               |
| Данијел Љубоја       | Други црнац из Худе      |
| Ивица Пуцар          | Црнац са сарцем          |
| Лука Драгић          | Авијатичарски официр     |
| Ивица Видовић        | Силвије Хизар Капела     |
| Иван Јончић          | Стипе Ивас               |
| Јошко Шево           | Милан Баста              |
| Љубо Капор           | Данијел Црљен            |
| Филип Јoрк           | Гeнeрaл Пaтрик Скoт      |
| Роберт Угрина        | Генерал Иво Херенчић     |
| Младен Чутура        | Бојник Томљеновић        |
| Божидар Смиљанић     | Сaтник Петњарић          |
| Дубравко Север       | Петњаричев домобран      |
| Љубо Зечевић         | Рафаел Бобан             |
| Жељко Дувњак         | Разјарени домобран       |
| Нивес Иванковић      | Босиљче                  |
| Ален Ливерић         | Блаж Блажинић            |
| Борис Михољевић      | Силвије Нидерландер      |
| Милан Плестина       | Комесар Милош            |
| Ана Матић            | Анонимна партизанка      |
| Никола Зелић         | Жедни домобран           |
| Мирко Краљев         | Први руски официр        |
| Месуд Дедовић        | Други руски официр       |
| Данко Љуштина        | Вујадин Вујо Прица       |

Остале улоге  ▼
| Глумац                | Улога                     |
| --------------------- | ------------------------- |
| Горан Малус           | Млади помоћник            |
| Миро Сола             | Стражар уз Ујкана         |
| Горан Гргић           | фра Лујо Милићевић        |
| Ђорђе Кукуљица        | Први партизан             |
| Жељко Шестић          | Други партизан            |
| Драго Утјешановић     | Трећи партизан            |
| Ранко Тихомировић     | Први иследник             |
| Адам Кончић           | Други иследник            |
| Слободан Димитријевић | Трећи иследник            |
| Дамир Шабан           | Четврти иследник          |
| Ранко Зидарић         | Тадија Јелчић             |
| Сретен Мокровић       | Франта Подолник           |
| Иво Бан               | Јанез                     |
| Мустафа Надаревић     | Умиљати капетан           |
| Игор Месин            | Анте Москов               |
| Владимир Крстуловић   | Заробљеник из четверореда |
| Славко Јурага         | Петар Јањац               |
| Саша Бунета           | Мато Рајковић             |
| Галиано Пахор         | Волођа                    |
| Дијана Боланца        | Волођина тајница          |
| Предраг Пређо Вушовић | Гацоња                    |
| Давор Сведружић       | Радић                     |
| Рене Гјони            | Хинко Стајмингер          |
| Дуња Сепчиц Богнер    | Маза                      |
| Јура Мофцан           | Заробљеник                |
| Иво Грегуревић        | Капетан Раша              |
| Филип Нола            | Тајанствени               |
| Вида Јерман           | Спиридона Атанасковић     |
| Дариа Кнез            | Јањцева сестра            |
| Винко Стефанац        | Фрањо Марек               |
| Божидар Алић          | Васа                      |
| Бранимир Видић        | Јока                      |
| Миливој Беадер        | Милутин                   |
| Леона Парамински      | Сестра у дворцу           |
| Божидарка Фрајт       | Жена из Питомаче          |
| Божидар Орешковић     | Геџа                      |
| Јадранка Матковић     | Жена из Јаске             |